# واروژ میناسیان
واروژ میناسیان  بازیکن فوتبال بازنشسته در پست مهاجم ارمنی‌تبار اهل ایران است که در دسته اول فوتبال باشگاه‌های تهران بازی کرد.

## باشگاهی
از باشگاه‌هایی که در توپ زده‌است می‌توان آرارات تهران را اشاره کرد.

### گل‌ها
| هفته | تاریخ | مکان | حریف  | گل وی | نتیجه | رویداد |
| ---- | ----- | ---- | ----- | ----- | ----- | ------ |
|      | ۱۳۴۴  |      | پولاد | ۰-۱   | ۱-۵   |        |